# 엘 (신)
엘은 북서 셈어계 언어에서 신을 의미하는 단어로, 고대 근동 지역에서 숭배되던 여러 주요 신들 가운데 하나를 지칭하는 고유명사로도 사용되었다. 보다 희귀한 형태로는 '일라'가 있는데, 이는 고대 아카드어와 아모리어에서 서술어적 형태로 나타난다. 셈조어(proto-Semitic)의 어근 *ʔil-에서 파생된 것으로 해석된다.
본래 엘, 알, 일 등으로 불리며 고대 가나안 종교에서 최고신으로 숭배되었으며, 초기 메소포타미아의 동셈어 화자들 사이에서도 지고신으로 여겨졌다. 히타이트에서는 엘쿠니르사(히타이트어: 𒂖𒆪𒉌𒅕𒊭 Elkunīrša)라는 이름으로 알려져 있다.
시간이 흐르며 다양한 언어와 문화에서 '엘'이라는 개념은 형태와 의미 면에서 변화를 겪었지만, 여전히 여러 복합 고유명사에 El-, -il, -el의 형태로 그 흔적이 남아 있다. 대표적인 예로는 엘리자베스(Elizabeth), 이스마엘(Ishmael), 이스라엘(Israel), 사무엘(Samuel), 다니엘(Daniel), 미카엘(Michael), 가브리엘(Gabriel), 벧엘(Bethel) 등이 있다.

## 개요
우가리트어나 아카드어로는 일(il [’ilu])이라고 부른다. 이름의 유래는 '강하게 하다'라는 의미의 어근 [’wl]로부터 유래한다고 추측한다. 또한 이 말은 명사로서 신을 직접 가리키는 것 이외에도 '신 중의 신'이라는 의미를 포함하고 있다. 바로 아랍의 알라의 어원도 여기에서 비롯된다.

## 우가리트 신화
우가리트 신화에서 최고신 엘은 아세라의 남편으로 등장하며, 모든 신의 아버지로 불린다. 바알의 여동생이자 아내인 아나트는 엘의 딸로 설정되어 있다. 어쨌든 엘은 최고의 신이자 창조신으로서, 왕권을 상징하는 뿔이 붙어있는 관을 쓰고 옥좌에 앉아 있는 남성의 모습으로 그려진다.
그는 또한 신들의 회의를 소집해 의장을 맡으며 대표의 신을 임명하거나 파면하는 권리를 가진 것으로 나온다. 그러나 사실상 엘은 명예로서 군림하며, 실제로 힘이 강력한 바알과 대립하는 형상을 보인다. 그 때문에 여러 신화 속에서 엘은 바알에게는 냉담한 반응을 보이며, 바알의 적대자인 얌이나 모트를 신들의 왕으로서 옹립시킨다.
엘은 우가리트의 바알 주기에 따르면, 신들의 총회를 랄라/렐("Lel"은 "밤"을 의미할 가능성이 있다) 산에서 하며, 두 깊음의 샘에 있는 두 강들이 만나는 샘에 거주한다고 한다. 키르타의 서사시 신화에서 엘은 또한 천막에 거하는 모습으로 소개되고 기록되었는데, 이는 우가리트에 그의 신전이 존재하지 않았던 이유를 설명할 수 있으리라고 여겨진다. 참고로, 두 강은 레바논의 리타니 강(우가리트 신화의 리워야단/로탄과 관련됨)과 오론테스 강을 가리켰을 것으로도 추정되며, 엘의 처소인 두 강이 만나는 곳은 리타니 강과 오론테스 강이 만나는 레바논의 바알벡/바알베크였을 것으로 추정된다.
후대에 엘은 포세이돈과도 동일시되었다.

## 구약성서
구약성서에선 엘로힘과 같은 야훼의 다른 이름으로 등장한다.

## 같이 보기
- 엘라가발루스 (신)
- 알라
- 고대 셈족 종교
- 아누
- 에아
- 아후라 마즈다

### 내용주
1. ↑  우가리트어: 𐎛𐎍 ʾīlu; 페니키아어: 𐤀𐤋 ʾīl;[1] 히브리어: אֵל ʾēl; 시리아어: ܐܺܝܠ ʾīyl; 아랍어: إل ʾil[*], 아랍어: إله ʾilāh[*].아카드어: 𒀭 ilu와 동근어이다.

### 참조주
1. ↑  〈𐤀𐤋〉. 《Online Phoenician Dictionary》. 2014년 8월 10일에 원본 문서에서 보존된 문서. 2022년 5월 11일에 확인함.
2. ↑  Cross 1997, 14쪽.
3. ↑  Kogan, Leonid (2015), Genealogical Classification of Semitic: The Lexical Isoglosses. Berlin, Germany: De Gruyter. p. 147.
4. ↑  Matthews 2004, 79쪽.
5. ↑  Gelb 1961, 6쪽.
6. ↑  KTU 1.2 III AB B
7. ↑  KTU 1.2 III AB C
8. ↑  Steiner, Richard C. (Fall 2009). "On the Rise and Fall of Canaanite Religion at Baalbek: A Tale of Five Toponyms". Journal of Biblical Literature. 128 (3): 507–525. doi:10.2307/25610200. JSTOR 25610200. Archived from the original on 4 March 2016. Retrieved 8 September 2015.